# XSL Formatting Objects
XSL-FO (англ. Extensible Stylesheet Language — Formatting Objects) — побудована на основі XML мова розмітки для описання графічних елементів (тексту, ліній, зображень тощо) на сторінці. Застосування XSL-FO дозволяє отримувати макети сторінок високої якості, придатні як для друку, так і для перегляду на екрані монітора. Специфікацією передбачено можливість відтворення тексту в документах засобами, зокрема, синтезаторів мови.
Разом із XSLT та XPath, XSL-FO є частиною специфікації XSL.

## Приклад
В наступному прикладі описано сторінку з текстом «Привіт Світе!» по середині.
```
 
<?xml version="1.0"?>

 
<fo:root
 
xmlns:fo=
"http://www.w3.org/1999/XSL/Format"
>

  
<fo:layout-master-set>

   
<fo:simple-page-master
  
master-name=
"A4"
 

                           
page-width=
"210mm"
 
page-height=
"297mm"
>

    
<fo:region-body
 
region-name=
"xsl-region-body"
  
margin=
"2cm"
/>

   
</fo:simple-page-master>

  
</fo:layout-master-set>

  

  
<fo:page-sequence
  
master-reference=
"A4"
>
   
<!-- (в версіях менше 2.0 "master-name") -->

   
<fo:flow
 
flow-name=
"xsl-region-body"
>

    
<fo:block>
Привіт
 
Світе!
</fo:block>

   
</fo:flow>

  
</fo:page-sequence>

  

 
</fo:root>

```

## Програмне забезпечення
- Apache FOP (Formatting Objects Processor) [Архівовано 29 березня 2021 у Wayback Machine.] Open Source, версія 2.0
- Antenna House Formatter [Архівовано 9 травня 2008 у Wayback Machine.] комерційне
- RenderX XEP [Архівовано 16 травня 2008 у Wayback Machine.] комерційне
- xmlroff [Архівовано 15 березня 2007 у Wayback Machine.] Open Source, подібна до BSD ліцензія[недоступне посилання з червня 2019]
- Altsoft XML2PDF Formatting Engine Server [Архівовано 15 травня 2008 у Wayback Machine.] комерційне
- Ecrion XF Rendering Server [Архівовано 14 травня 2008 у Wayback Machine.] комерційне